# Юдино (Ярославская область)
Юдино — деревня в Пошехонском районе Ярославской области России. 
В рамках организации местного самоуправления входит в Пригородное сельское поселение, в рамках административно-территориального устройства является центром Юдинского сельского округа.

## География
Расположена в 25 км к северо-востоку от центра города Пошехонье.

## Население
| 2007 | 2010 |
| ---- | ---- |
| 116  | ↘91  |

Согласно результатам переписи 2002 года, в национальной структуре населения русские составляли 98 % от всех жителей.

## Инфраструктура
Отделение почтовой связи №152883, общеобразовательная школа, фельдшерско-акушерский пункт (филиал Пошехонской центральной районной больницы).

## Общественный транспорт
Юдино обслуживается пригородным автобусным маршрутом № 112 Пошехонье — Ларионово.

## Улицы
Улицы: Центральная, Мирная.
Переулки: Дорожный, Зелёный.

## Памятники
- Воинам, погибшим в ВОВ